# Willem Kühne
Willem Kühne (* 13. September 1946 in Den Haag) ist ein niederländischer Jazzmusiker (Piano).
Kühne studierte seit 1969 am Konservatorium in Tilburg. In den Niederlanden wurde er in der Gruppe Ohm bekannt, die er mit Niko Langenhuijsen und Schlagzeuger Pieter Henrard 1972 gründete. Im Folgejahr gewann das Trio den Wettbewerb des Jazzfestival Laren. 1974 legte es ein erstes Album mit Avantgarde Jazz vor; 1975 wurde es mit dem Wessel-Ilcken-Preis ausgezeichnet. Um Bläser ergänzt, wandelte sich die Gruppe 1976 zum Sextett. 1977 ging Kühne mit der britischen Rockjazzband Amalgam um Trevor Watts auf Tournee (Mad). Ab 1978 spielte er im Gemeentereinigingsorkest Vaalbleek, mit dem er bis 1985 drei Alben aufnahm. Mitte der 1980er Jahre gehörte er auch zur Band von Paul van Kemenade, seit den 1990er Jahren zu verschiedenen Formationen von Pierre Courbois und Ben Gerritsen, mit denen er auch Tonträger veröffentlichte. Er trat weiterhin mit Archie Shepp sowie mit Jeroen van de Laar auf und ist auf Alben von Dick de Graaf und Gijs Hendriks zu hören. Er war als Dozent am Konservatorium Tilburg tätig.